# Taiwanajinga
Taiwanajinga is een kevergeslacht uit de familie van de boktorren (Cerambycidae). De wetenschappelijke naam van het geslacht werd voor het eerst geldig gepubliceerd in 1978 door Hayashi.

## Soorten
Taiwanajinga is monotypisch en omvat slechts de volgende soort:
- Taiwanajinga albofasciata Hayashi, 1978